# Brettnach
Brettnach (fràncic lorenès Brettnachen) és un municipi francès situat al departament del Mosel·la i a la regió del Gran Est. L'any 2007 tenia 396 habitants.

## Demografia

### Població
El 2007 la població de fet de Brettnach era de 396 persones. Hi havia 157 famílies, de les quals 37 eren unipersonals (12 homes vivint sols i 25 dones vivint soles), 58 parelles sense fills i 62 parelles amb fills.
La població ha evolucionat segons el següent gràfic:
Habitants censats

### Habitatges
El 2007 hi havia 177 habitatges, 159 eren l'habitatge principal de la família, 3 eren segones residències i 15 estaven desocupats. 158 eren cases i 19 eren apartaments. Dels 159 habitatges principals, 134 estaven ocupats pels seus propietaris, 19 estaven llogats i ocupats pels llogaters i 6 estaven cedits a títol gratuït; 6 tenien tres cambres, 47 en tenien quatre i 106 en tenien cinc o més. 138 habitatges disposaven pel capbaix d'una plaça de pàrquing. A 49 habitatges hi havia un automòbil i a 84 n'hi havia dos o més.

### Piràmide de població
La piràmide de població per edats i sexe el 2009 era:
| Homes | Edats   | Dones |
| ----- | ------- | ----- |
| 0     | 95 o +  | 0     |
| 0     | 90 a 94 | 0     |
| 4     | 85 a 89 | 8     |
| 0     | 80 a 84 | 8     |
| 0     | 75 a 79 | 4     |
| 4     | 70 a 74 | 12    |
| 12    | 65 a 69 | 8     |
| 8     | 60 a 64 | 8     |
| 16    | 55 a 59 | 4     |
| 12    | 50 a 54 | 16    |
| 16    | 45 a 49 | 16    |
| 12    | 40 a 44 | 20    |
| 24    | 35 a 39 | 12    |
| 12    | 30 a 34 | 16    |
| 0     | 25 a 29 | 16    |
| 8     | 20 a 24 | 4     |
| 16    | 15 a 19 | 8     |
| 12    | 10 a 14 | 16    |
| 4     | 5 a 9   | 8     |
| 12    | 0 a 4   | 4     |

## Economia
El 2007 la població en edat de treballar era de 278 persones, 184 eren actives i 94 eren inactives. De les 184 persones actives 156 estaven ocupades (84 homes i 72 dones) i 28 estaven aturades (16 homes i 12 dones). De les 94 persones inactives 35 estaven jubilades, 28 estaven estudiant i 31 estaven classificades com a «altres inactius».

### Ingressos
El 2009 a Brettnach hi havia 175 unitats fiscals que integraven 446 persones, la mediana anual d'ingressos fiscals per persona era de 17.105 €.

### Activitats econòmiques
Dels 6 establiments que hi havia el 2007, 2 eren d'empreses de construcció, 1 d'una empresa de comerç i reparació d'automòbils, 1 d'una empresa financera, 1 d'una empresa immobiliària i 1 d'una empresa de serveis.
Dels 3 establiments de servei als particulars que hi havia el 2009, 1 era una oficina bancària, 1 guixaire pintor i 1 fusteria.

## Equipaments sanitaris i escolars
El 2009 hi havia una escola maternal integrada dins d'un grup escolar amb les comunes properes formant una escola dispersa.

## Poblacions més properes
El següent diagrama mostra les poblacions més properes.